# Avro Andover
Avro Andover – brytyjski samolot sanitarny i pasażerski z okresu międzywojennego.

## Historia
Na początku lat 20. lotnictwo brytyjskiej utworzyło linię transportu lotniczego pomiędzy Kairem a Bagdadem, na której używano wycofanych z lotnictwa bombowego samolotów Airco DH.10. W związku z ich zużyciem wystąpiono o nowy samolot przystosowany do transportu pasażerów i ładunków na tej trasie. W związku z tym wytwórnia A.V.Roe and Company Limited zbudowano samolot oznaczony jako model Avro 561, później nazwany Andover. W związku jednak z przekazaniem tej linii do obsługi przez firmę Imperial Airways Ltd. dowództwo lotnictwa brytyjskiego zamówiło tylko 3 samoloty tego typu i zostały one przystosowane do transportu rannych. Kabinę pasażerską przystosowano do przewozu 6 rannych na noszach. 
W 1925 roku lotnictwo brytyjskie zamówiło jeszcze jeden samolot tego typu, przy czym został on przystosowany do przewozu 12 pasażerów, miał on nieznacznie większe wymiary i w związku z tym inne osiągi. Model ten został oznaczony jako Avro 563.

## Użycie w lotnictwie
Samoloty Avro 561 był używany w wojskowym lotnictwie brytyjskim jako samoloty sanitarne. Natomiast samolot Avro 563 początkowo był użytkowany jako samolot pasażerski w liniach Imperial Airways, a w 1927 r. powrócił do lotnictwa wojskowego, gdzie służył jako samolot transportowy do przewozu pasażerów.

## Opis konstrukcji
Samolot był dwupłatem o konstrukcji mieszanej, kadłub drewniany, skrzydła wykonane z rur stalowych, kryty płótnem. Kabina zakryta.
Samolot był wyposażony w silnik rzędowy, chłodzony cieczą. 
Podwozie klasyczne stałe z płozą ogonową.